# Paraschizidium falkonerae
Paraschizidium falkonerae là một loài chân đều trong họ Armadillidiidae. Loài này được Sfenthourakis miêu tả khoa học năm 1995.